# Gymnasium St. Mauritz
Das 1897 gegründete Gymnasium St. Mauritz ist ein staatlich anerkanntes katholisches Gymnasium in bischöflicher Trägerschaft im Stadtteil Dyckburg der westfälischen Stadt Münster.

## Geschichte

### Die ersten Jahre
Das Gymnasium St. Mauritz wurde ursprünglich als Präparandie der Schwestern von der Göttlichen Vorsehung gegründet. Es hatte demnach den Auftrag, junge Frauen auf den Beruf als Lehrerin vorzubereiten.
Die Schule wurde auf dem 1892 unter Bischof Hermann Jakob Dingelstad vom Münsteraner Fabrikanten Heinrich Wersebeckmann gekauften Grundstück – südlich am Boniburger Wald gelegen – errichtet. Noch heute heißt die Zufahrtsstraße Wersebeckmannweg. Nachdem Bedenken des auf der Boniburg residierenden Reichsgrafen Bonifatius von Hatzfeld-Trachenberg gegen die Schule aus dem Weg geräumt waren, wurde im Jahr 1896 mit dem Bau begonnen.
Noch während der Bauarbeiten zogen im August 1897 die ersten Schwestern unter Leitung von Schwester Antonia Limbrock, die bis 1929 die Schule leitete, in das Gebäude ein, sodass am 1. Oktober 1897 das Internat als Höhere Töchterschule seinen Betrieb mit drei Klassen aufnehmen konnte. Zu dieser Zeit bestand das Schulgebäude lediglich aus dem Mittelbau mit der Küche und zwei Refektorien sowie der noch heute bestehenden Kapelle, die schon damals das Herzstück des kreuzförmigen Gebäudes bildete. 1903 begannen mit dem Bau des Ostflügels erste bauliche Veränderungen.
Am 15. Oktober 1909 wurde die Schule als Höhere Lehranstalt nach den Forderungen der  preußischen Mädchenschulreform vom 8. August 1908 anerkannt. Die wissenschaftliche Ausbildung der Schülerinnen leiteten die Schwestern. Das Seminarjahr dagegen musste von einer weltlichen Lehrkraft geführt werden. Erst seit dem Schuljahr 1912/1913 war es der Schule erlaubt, eine eigene Prüfungskommission für die Reifeprüfung zu bilden.
Mit inzwischen 14 Klassen nahm die Schule im Schuljahr 1914/1915 erstmals externe Schülerinnen aus Münster auf. Die Schule blieb von den Ereignissen des Ersten Weltkrieges weitgehend unberührt. Um den später immer zahlreicheren Schülerinnen aus Münster den langen Schulweg aus der Innenstadt bis zum Boniburgerwald (mindestens 5 km) zu ersparen, mieteten die Vorsehungsschwestern 1922 in der Pferdegasse, neben dem Landesmuseum, weitere Räume. Hieraus ging das heutige Mädchengymnasium Marienschule Münster – das sich heute ebenfalls in Trägerschaft des Bistums Münster befindet – nach der Abtrennung von der Mutterschule im Jahr 1926 hervor.
Nach der Schulreform des Jahres 1925 bekam die Schule die Berechtigung zur Erteilung der vollen Hochschulreife.

### Während des Nationalsozialismus
Der Nationalsozialismus setzte der Schule ein vorläufiges Ende. 1936 wurde zunächst die Vorschule geschlossen und dann der Abbau der Oberstufe verfügt, sodass 1939 die letzte Reifeprüfung abgenommen wurde und die Schule am 1. Juli 1943 geschlossen wurde, da den Schwestern von der Göttlichen Vorsehung die pädagogische Tätigkeit untersagt wurde.
Nach der Schließung der Schule wurden die Gebäude durch die Nationalsozialisten genutzt. Unter anderem belegte die Luftzeuggruppe 6 über 80 Büroräume im Gebäude, und auf dem Dach der Schule wurden Kampfgeräte und eine Beobachtungsstelle unter einer Glaskuppel untergebracht, weshalb die Schule zu einem Angriffsziel der Alliierten wurde. Am 18. Dezember 1944 wurden das Landhaus, die Schreinerei sowie weitere Nebengebäude fast vollständig zerstört, als bei einem Voralarm zwei Luftminen auf diese Gebäude fielen. Trotz der vielen ringsherum detonierten Bomben erlitt das Schulgebäude keine größeren Schäden.
Nach Ende des Krieges wurde an der Zufahrt zur Schule ein kleiner Hügel mit einem Kreuz aufgeschüttet, die an die Ereignisse des Krieges erinnern sollen. Bereits am 9. Januar 1946 nahm die Schule den Unterricht als erste weiterführende Schule in Münster wieder auf, da die anderen weiterführenden (innerstädtischen) Schulen zum Teil stark zerstört waren und zunächst saniert werden mussten. Der Unterricht wurde mit sechs Klassen der Unter- und Mittelstufe und 15 Lehrkräften wiederaufgenommen. Die ersten Abiturprüfungen an der Schule nach dem Zweiten Weltkrieg wurden 1949 abgelegt. Im Zuge der Reform von 1949 wurde die Schule zu einem Neusprachlichen Mädchengymnasium.

### 1946 bis zur Gegenwart

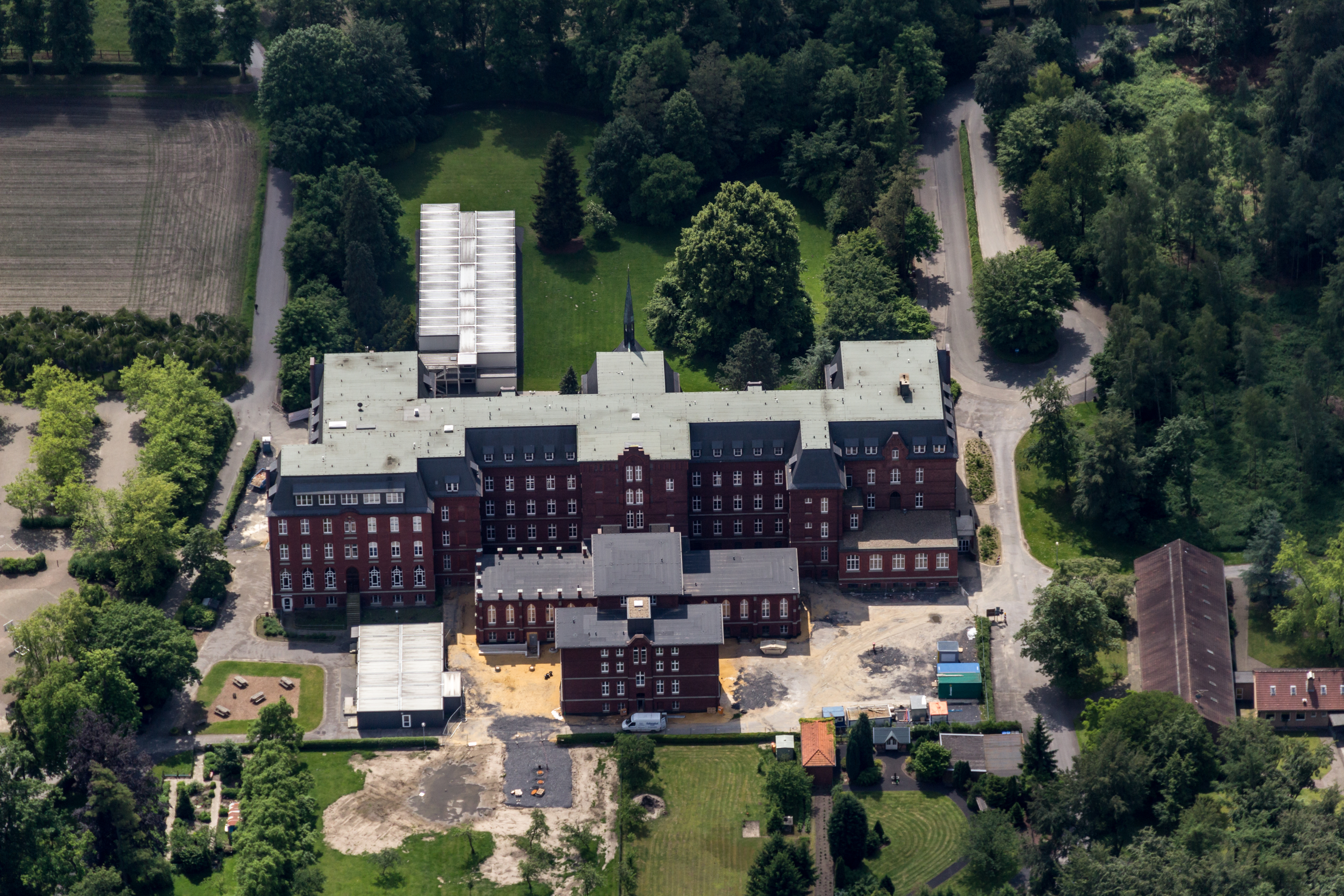
Luftbild des Gymnasiums St. Mauritz (2014)

Den Namen „Hildegardisschule“, den die Schule seit 1938 trug, gab sie im Jahr 1950 ab, um Verwechslungen mit der Hildegardisschule in Münster zu vermeiden, die ebenfalls in bischöflicher Trägerschaft war. Die Schule bekam den bis heute beibehaltenen Namen der damaligen Gemeinde St. Mauritz, die 1975 nach Münster eingemeindet wurde. 
Im Jahr 1971 ging die Trägerschaft der nun als Mädchengymnasium St. Mauritz bezeichneten Schule von den Schwestern von der Göttlichen Vorsehung an das Bistum Münster über, und die Schule war somit keine Klosterschule mehr. Mit dem Wechsel der Trägerschaft war die Absicht verbunden, einen dringend notwendigen Neubau zu errichten, da der Orden das bisherige Schul- und Klostergebäude als Generalat nutzen wollte und die für den Neubau erforderlichen finanziellen Mittel nicht aufbringen konnte.
Die Ziele für diesen Neubau waren sehr hoch gesteckt worden. So sollte sich das Gelände zukünftig durch den Zukauf weiterer Flächen bis zur Werse erstrecken, um den Schulsport um Rudern und Kanusport zu erweitern. Gemeinsam mit der Stadt Münster wurde ein vierzügiges System mit 36 Klassen geplant und die Koedukation in Aussicht gestellt.
Die Gesamtkonferenz der Lehrer wählte im Jahr 1974 einen Bauausschuss, der an Beratungen der Architekten und der Bistumsverwaltung beteiligt war. In diesem Ausschuss einigte man sich auf den Entwurf der Architekten Brechler und Kiküm aus Warendorf, der die Fertigstellung des Neubaues in drei Bauabschnitten vorsah. Die Kosten schätzte das Bistum auf 15,2 Millionen DM (etwa 7,8 Millionen Euro). Zunächst wurde die Dreifach-Turnhalle bis September 1975 errichtet. Ebenfalls im Jahr 1975 wurden die Planungen für den zweiten Bauabschnitt, den naturwissenschaftlichen Trakt, abgeschlossen, die Ausführung verzögerte sich jedoch wegen der Gebietsreform und deren Auswirkungen auf die kommunale Verwaltung.
Da die Schülerzahlen während dieser Zeit weiter stiegen, sind Räume des Souterrains und sogar die Aula in Klassenräume umgewandelt worden, woraufhin der Schule am 30. Juli 1975 nach einem Besuch des Regierungspräsidenten der Weiterbau genehmigt wurde. Am 6. Oktober 1975 stimmte der Planungsausschuss der Stadt Münster dem Erweiterungsbau für ein vierzügiges, koedukatives Gymnasium zu.
Am 29. Oktober 1977 weihte der damalige Weihbischof und spätere Bischof von Münster Reinhard Lettmann die Turnhalle und den naturwissenschaftlichen Trakt ein.
Als die Vorsehungsschwestern den Altbau und das dazugehörige Gelände an das Bistum verkauften, da sie in ein neues Generalat umzogen waren und den Altbau nicht mehr benötigten, gab man die Planungen für den dritten Bauabschnitt 1983 auf und entschloss sich, den Altbau zu sanieren und weiter schulisch zu nutzen. Hierbei wurde auch die Aula in ihrer ursprünglichen Funktion wiederhergestellt und mit einer Theaterbühne ausgestattet. Im selben Jahr wurde auch die Koedukation eingeführt und der Name der Schule in „Gymnasium St. Mauritz“ geändert. Mit der Fertigstellung der Außensportanlagen, die unter anderem je einen Fußballplatz aus Natur- und Kunstrasen sowie Anlagen für verschiedene Arten der Leichtathletik umfassen, wurden die Umbaumaßnahmen 1988 fertiggestellt.
Die letzten größeren Baumaßnahmen finden seit 2010 statt, da das Dach eine Sanierung benötigt und komplett erneuert wird. Im Zuge der Umstellung auf eine Ganztagsschule wird das im nördlichen Gebäudeteil untergebrachte Bistumsarchiv wieder schulisch nutzbar gemacht. Diese Arbeiten sollen bis November 2014 abgeschlossen sein.
Im Laufe der Jahre war die Schülerzahl des Gymnasiums St. Mauritz starken Schwankungen ausgesetzt. Ihren Höhepunkt erreichte sie im Schuljahr 1979/1980 mit 1120 Schülern. Im Schuljahr 1987/1988 betrug sie hingegen lediglich 698. Mittlerweile hat sich die Schülerzahl bei knapp unter 900 eingependelt.

## Architektur
Für den Bau des heutigen Altbaus war der aus Münster stammende Baumeister Franz Wucherpfennig ausgewählt worden. Dessen Entwurf und Umsetzung des Gebäudes ist von einem für die Zeit des ausgehenden 19. Jahrhunderts typischen, eklektizistischen Stil geprägt. So sind vor allem Elemente der Gotik wie die spitzbogigen Fenster mit Maßwerk, der Staffelgiebel mit Spitzbogenfries, sowie das Strebewerk und der spitze Dachreiter der Kapelle zu finden, aber auch Elemente aus anderen Epochen wie die Segmentbögen der Fenster.
Neben diesen hauptsächlich gestalterischen Elementen sind auch praktische Erwägungen in den Bau mit eingeflossen, wie etwa das flache Dach, das es ermöglicht, auch diesen Raum zu schulischen Zwecken – wie zurzeit als Musik- und Kunsträume – zu nutzen.
Der Neubau der Schule ist im Stil des für diese Zeit ebenfalls typischen Brutalismus errichtet worden.

## Schulprofil

### Glauben
Da sich das Gymnasium St. Mauritz stets in der Trägerschaft einer katholischen Körperschaft befand, setzt es besondere Akzente im religiösen Bereich. Hierzu zählen regelmäßige Gottesdienste in der Schulkapelle, gemeinsames Gebet vor Unterrichtsbeginn in den Klassen, die Tage religiöser Orientierung auf der Jugendburg Gemen, der „Gang nach Telgte“ am Aschermittwoch, ein jährlicher Sponsorenlauf für ein Straßenkinderprojekt in Brasilien sowie ein 14-tägiges Sozialpraktikum „Compassion“ für die Jahrgangsstufe 10.

### Wettbewerbe
Neben schulinternen Wettbewerben und Wettbewerben mit den Partnerschulen, z. B. im Fach Physik, nehmen Schüler des Gymnasiums St. Mauritz regelmäßig an Wettbewerben auf Bundesebene teil. Hierbei ist insbesondere der Bundeswettbewerb Mathematik zu nennen, bei dem die Schule bereits mehrfach Bundessieger sowie die jüngste Bundessiegerin seit Bestehen des Wettbewerbs  hervorbrachte. Auch an Wettbewerben, wie z. B. Jugend forscht (u. a. Schulpreis) und Jugend musiziert, nehmen regelmäßig Schüler der Schule mit Erfolg teil. Schon mehrfach erhielt die Schule den Schulentwicklungspreis.
Erfolgreich ist auch die Ruder-AG, die 2009 Landesmeister im Jungen Gig-Doppelvierer wurde.

### Neue Medien
Seit dem Schuljahr 2002/2003 wird an der Schule jährlich eine sogenannte „Laptop-Klasse“ eingerichtet, die jeweils in der Quarta (siebtes Schuljahr) beginnt und bis zum Ende der Sekundarstufe I fortläuft. Hierbei steht die Förderung des eigenverantwortlichen Lernens und Handelns der Schüler im Vordergrund. Der Laptop, der zentral für die ganze Klasse angeschafft wird, wird fächerübergreifend eingesetzt, wobei er häufig als Informationsquelle dient und somit den Unterricht bereichert. Die Kosten des Projektes werden von den Eltern der Schüler getragen. Ab dem Schuljahr 13/14 wurde die „Laptop-Klasse“ durch die „Tablet-Klasse“ ersetzt. Es ist das gleiche Prinzip, doch die Schüler arbeiten mit iPads statt Laptops.

### Nachmittagsangebot

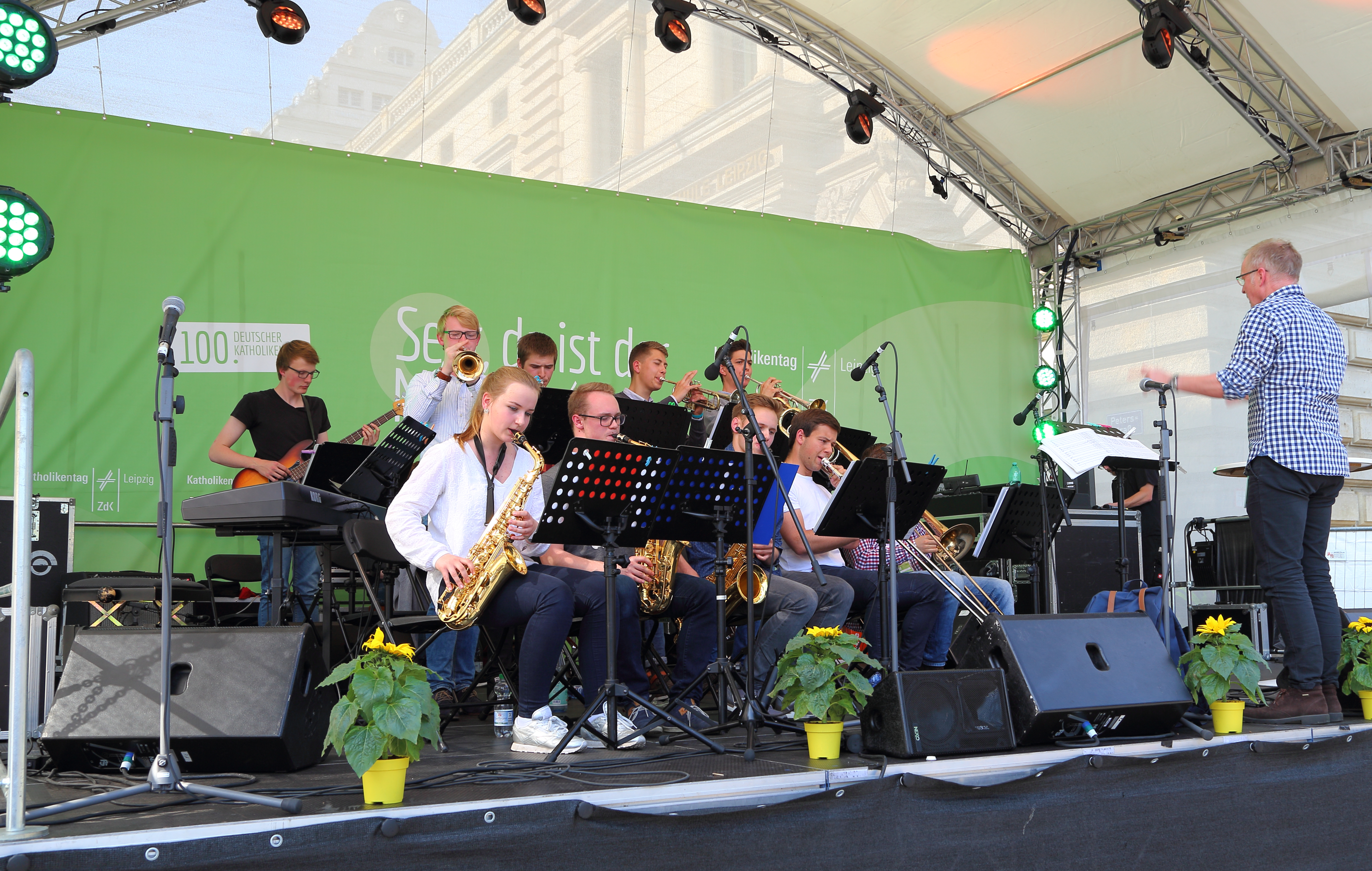
Eine Abordnung der Big Band des Gymnasiums spielt unter der Leitung von Peter Mack (rechts) bei der Präsentation „Seht, da ist...Münster“ während des 100. Deutschen Katholikentages 2016 in Leipzig.

Das Nachmittagsangebot der Schule besteht aus verschiedenen Arbeitsgemeinschaften. Hierbei liegt der Schwerpunkt insbesondere auf den musikalischen Angeboten, die unter anderem mit zwei Big Bands, einem Orchester sowie Saxophon-, Trompeten- und Posaunenunterricht zahlreich vertreten sind. Daneben gibt es jährlich Theater-AGs sowie eine Ruder-AG in Zusammenarbeit mit dem „RVM Münster“. Seit dem Schuljahr 2012/2013 wird die Schule auf den Ganztagsbetrieb umgestellt.

### Internationale Kontakte
Das Gymnasium St. Mauritz bietet seinen Schülern diverse Möglichkeiten des Schüleraustausches mit seinen ausländischen Partnerschulen an. Hierzu zählen die Warwick School (Warwick,  Vereinigtes Königreich), die Pope John Paul II. High School (Hendersonville (Tennessee),  Vereinigte Staaten), die Lycee Privé Passy Saint Honoré (Paris,  Frankreich), das Liceo Giotto Ulivi (Borgo San Lorenzo,  Italien), das Istituto Seghetti (Verona,  Italien), die Wunshan Senior High School (Kaohsiung,  Taiwan) sowie das College Arnold Reymond (Pully,  Schweiz). Es besteht außerdem die Möglichkeit, aus privater Initiative Teile eines Schuljahres oder ein ganzes Schuljahr an einer anderen Schule im Ausland zu verbringen.
Zusätzlich bietet die Schule für interessierte Schüler eine einwöchige Studienfahrt nach Brighton ( Vereinigtes Königreich) sowie eine einwöchige Studienfahrt ins europäische Ausland an.